# مايا سويتورو-نج
مايا سويتورو-نج (بالإنجليزية: Maya Soetoro-Ng) (ولدت في جاكرتا في 15 أغسطس 1970م – ) أمريكية من أصل أندونيسي وأخت الرئيس الأمريكي السابق باراك أوباما لأمه ، وهي مُدرسة تاريخ سابقة في المدارس الثانوية، وتعمل حاليًا مستشارة لمؤسسة أوباما ، وتعمل على تطوير برنامج قادة آسيا والمحيط الهادئ ، وأخصائية هيئة تدريس في معهد سبارك إم ماتسوناغا للسلام وحل النزاعات ، ومقره في كلية العلوم الاجتماعية في جامعة هاواي في مانوا. 

## التعليم
تعلمت في Punahou School، وJakarta Intercultural School، وBarnard College، وجامعة نيويورك، وجامعة هاواي في مانوا.

## روابط خارجية
- مايا سويتورو-نج على موقع IMDb (الإنجليزية)